# Gnorimosphaeroma ovatum
Gnorimosphaeroma ovatum är en kräftdjursart som först beskrevs av Gurjanova1933.  Gnorimosphaeroma ovatum ingår i släktet Gnorimosphaeroma och familjen klotkräftor. Inga underarter finns listade i Catalogue of Life.